# Илич, Андрей
Андре́й И́лич (серб. Андреј Илић; род. 3 апреля 2000, Белград, Союзная Республика Югославия) — сербский футболист, нападающий берлинского «Униона». Выступал за молодёжную сборную Сербии.

## Клубная карьера
Воспитанник белградского «Партизана». В августе 2018 года стал игроком «Напредака» из города Крушевац. В Суперлиге Сербии дебютировал 27 октября 2018 года в матче с «Партизаном», заменив Алексу Вукановича. В Кубке Сербии сыграл против этой же команды в марте 2019 года.
В октябре 2020 года перешёл в «Явор» из Иваницы. Дебютировал за клуб в Суперлиге Сербии в матче с клубом «Металац». В Кубке Сербии вышел на поле в матче первого круга с клубом «Раднички» (Крагуевац).
В сентябре 2021 года был подписан контракт с латвийским РФС. Дебют за клуб состоялся в полуфинале Кубка Латвии 2021, где РФС играл с «Ригой». Андрей отличился забитым мячом в дополнительное время. 24 октября состоялся финал, где РФС обыграл клуб «Лиепая» с минимальным счётом.
16 августа 2023 года перешёл в норвежский клуб «Волеренга», подписав контракт до лета 2027 года. 19 августа дебютировал за новый клуб в чемпионате Норвегии против «Молде», заменив Мохамеда Офкира на 62-й минуте. 17 сентября забил первый гол за «Волеренга» в матче против «Олесунн», оформив дубль в том матче.